# 占士·克爾
占士·克爾（英語：James Kerr，1933年2月18日逝世）是英格蘭足球領隊。在他的九年領隊生涯裡，曾執教沃爾索爾、考文垂及诺里奇城。